# Simi Valley, California
Simi Valley là một thành phố tại quận quận, tiểu bang California, Hoa Kỳ. Thành phố nằm trong Vùng Đại Los Angeles. Dân số theo điều tra năm 2005 của Cục điều tra dân số Hoa Kỳ là 112.345 người, dân số theo điều tra năm 2010 là 124.237 người, diện tích là km2. 
Thành phố nằm ở góc đông nam của quận Ventura, California, Hoa Kỳ, 30 dặm (48 km) từ Trung tâm Los Angeles, làm cho nó một phần của Đại đô thị Los Angeles. Thành phố nằm cạnh Thousand Oaks, Moorpark và Los Angeles. Dân số thành phố năm 2014 được ước tính là 126.871 người, từ 111.351 người vào năm 2000. Thành phố Simi Valley được bao quanh bởi dãy núi Santa Susana và đồi Simi, phía tây thung lũng San Fernando và phía đông bắc thung lũng Conejo.. Nó chủ yếu là một cộng đồng phòng ngủ đi lại, cho các thành phố ở khu vực Los Angeles và Thung lũng San Fernando ở phía đông, và các thành phố ở quận Ventura ở phía tây.